# Opération des Nations Unies au Burundi
Die Opération des Nations Unies au Burundi, kurz ONUB (franz., Mission der Vereinten Nationen in Burundi) war eine Friedensmission der Vereinten Nationen in Burundi. Sie wurde am 21. Mai 2004 durch die Resolution 1545 des UN-Sicherheitsrates ins Leben gerufen, um die Bestimmungen des Arusha-Abkommens und der späteren Pretoria-Protokolle umzusetzen, der zwischen den Bürgerkriegsparteien geschlossen worden war. Das Mandat von ONUB lief am 31. Dezember 2006 ab. Die Operation wurde am 1. Januar 2007 durch das Bureau Intégré des Nations Unies au Burundi (BINUB) abgelöst. Damit wurde die Sicherheitsratsresolution 1719 umgesetzt.
ONUB hatte einen autorisierten Umfang von 5.650 Soldaten einschließlich 125 Offizieren (Stand 31. Januar 2006: 5153) und 200 Militärbeobachtern (170) sowie 120 zivile Polizisten (87), die von 434 zivilen Mitarbeiter (318), 170 UN-Freiwilligen (135) und 446 örtlichen Angestellten unterstützt wurden. ONUB war ermächtigt, alle notwendigen Mittel einzusetzen, um den Waffenstillstand zu sichern, die Kämpfer der Bürgerkriegsparteien zu entwaffnen, zu demobilisieren und zu reintegrieren sowie den illegalen Waffenhandel an den Grenzen zu beobachten. Zu den weiteren Aufgaben von ONUB gehörte die Unterstützung der humanitären Hilfe, die Sicherung der Rückkehr der Flüchtlinge und der Rückführung der Vertriebenen sowie die Gewährleistung freier, transparenter und friedlicher Wahlen.
ONUB wurde zuletzt kommandiert von Generalmajor Derrick Mbuyiselo Mgwebi aus der Republik Südafrika.